# Peleteria meridionalis
Peleteria meridionalis là một loài ruồi trong họ Tachinidae.